# بيترو لوفيل
بيترو لوفيل (بالإسبانية: Simone Lovell)‏ هي ممثلة إسبانية، ولدت في 19 فبراير 1934 في برشلونة في إسبانيا.

## وصلات خارجية
- بيترو لوفيل على موقع IMDb (الإنجليزية)